# مقاطعة لامار (جورجيا)
مقاطعة لامار (بالإنجليزية: Lamar County)‏ هي إحدى المقاطعات في ولاية جورجيا في الولايات المتحدة الأمريكية.